# Snow White (cartoon)
Snow-White is een tekenfilm uit 1933 van Betty Boop, losjes gebaseerd op het verhaal van Sneeuwwitje. Dit filmpje is bijzonder omdat het een van drie Betty Boop-filmpjes is waar Cab Calloway de muziek bij verzorgde. Betty Boop wordt in de film bijgestaan door Bimbo en Koko the Clown, twee andere creaties van Max Fleischer. Via het figuurtje Koko wordt zelfs Calloway's muziek geleverd. De film bevindt zich tegenwoordig in het publiek domein.

## Verwijzingen
- Snow White op Internet Archive (stream en download)